# Cheyenne Wells
Cheyenne Wells é uma cidade  localizada no estado americano do Colorado, no Condado de Cheyenne.

## Demografia
Segundo o censo americano de 2000, a sua população era de 1010 habitantes.
Em 2006, foi estimada uma população de 856, um decréscimo de 154 (-15.2%).

## Geografia
De acordo com o United States Census Bureau tem uma área de
2,7 km², dos quais 2,7 km² cobertos por terra e 0,0 km² cobertos por água. Cheyenne Wells localiza-se a aproximadamente 1308 m acima do nível do mar.

## Localidades na vizinhança
O diagrama seguinte representa as localidades num raio de 56 km ao redor de Cheyenne Wells.